# Sacha Dhawan
Sacha Dhawan (Bramhall, 1º maggio 1984) è un attore britannico. È conosciuto per la sua interpretazione del Maestro in Doctor Who.

## Biografia
Nasce a Bramhall da genitori indiani.
Ha interpretato il personaggio di Davos nella serie televisiva Netflix Iron Fist.

## Filmografia

### Cinema
- The History Boys, regia di Nicholas Hytner (2006)
- Splintered, regia di Simeon Halligan (2010)
- Girl Shaped Love Drug, regia di Simon Powell (2012)
- After Earth, regia di M. Night Shyamalan (2013)
- The Lady in the Van, regia di Nicholas Hytner (2015)

### Televisione
- Out of Sight - serie TV, 20 episodi (1997)
- City Central - serie TV, 1 episodio (1998)
- The Last Train - serie TV, 6 episodi (1999)
- Weirdsister College - serie TV, 6 episodi (2001)
- EastEnders: Perfectly Frank - film TV (2003)
- Bradford Riots - film TV (2006)
- Wired - serie TV, 3 episodi (2008)
- Paradox - serie TV, 1 episodio (2009)
- Outsourced - serie TV, 22 episodi (2010)
- The Deep - serie TV, 5 episodi (2010)
- Five Days - serie TV, 4 episodi (2010)
- Last Tango in Halifax - serie TV, 6 episodi (2012)
- Being Human - serie TV, 1 episodio (2012)
- Welcome to India - documentario (2012)
- The Mystery of Edwin Drood - miniserie TV, (2012)
- The Tractate Middoth - film TV (2013)
- Un'avventura nello spazio e nel tempo - film TV (2013)
- Utopia - serie TV, 2 episodi (2014)
- 24: Live Another Day - serie TV, 4 episodi (2014)
- In the Flesh - serie TV, 1 episodio (2014)
- Line of Duty - serie TV, 3 episodi (2014)
- In the Club - serie TV, 12 episodi (2014-2016)
- Mr Selfridge - serie TV, 9 episodi (2014)
- No Offence - serie TV, 1 episodio (2015)
- Bugsplat! - film TV (2015)
- Not Safe for Work - serie TV, 6 episodi (2015)
- The Interceptor - serie TV, 1 episodio (2015)
- Sherlock - serie TV, 1 episodio (2017)
- Iron Fist - serie TV, 15 episodi (2017-2018)
- Doctor Who - serie TV, 5 episodi (2020-2022)
- Dracula - miniserie TV, 1 puntata (2020)
- The Great - serie TV, 21 episodi (2020-2023)
- Suspect - serie TV, 8 episodi (2022)
- Wolf - serie TV, 6 episodi (2022)

### Doppiaggio
- Chuggington - serie TV, 38 episodi (2008)
- Gray Matter - videogioco (2010)
- Warhammer Online: Wrath of Heroes - videogioco (2012)
- Game of Thrones - videogioco (2014)
- Mass Effect: Andromeda - videogioco (2017)
- Anthem - videogioco (2019)

## Doppiatori italiani
Nelle versioni in italiano delle opere in cui ha recitato, Sacha Pilara è stato doppiato da:
- Paolo De Santis in The Great
- Gianfranco Miranda in After Earth
- Gabriele Lopez in The History Boys
- Emiliano Coltorti in Un'avventura nello spazio e nel tempo
- Luca Mannocci in Outsourced
- Fabrizio Dolce in Iron Fist
- Marco Vivio in Doctor Who
- Edoardo Stoppacciaro in Mr Selfridge